# RATP Smart Systems
RATP Smart Systems est une filiale du groupe RATP, créée sous le nom d'Ixxi en 2010 pour valoriser en France et à l'international, son savoir-faire dans le domaine des systèmes de transports intelligents. RATP Smart Systems conçoit, intègre et maintient des systèmes de billettiques, d'information multimodale et d'aide à l'exploitation. L'entreprise gère également le système billettique de Paris et sa banlieue. RATP Smart Systems vend des solutions fondées sur les nouveaux médias (téléphonie mobile, internet et carte sans contact).

## Histoire
Ixxi a été fondée en 2010, pour favoriser le développement du groupe RATP en France et à l’international. Après avoir remporté des contrats pour exploitation de transports publics hors de l'île-de-France avec sa filiale RATP Dev, le groupe RATP souhaitait, avec Ixxi répondre à des appels d'offres sur des services associés aux transports, s’inscrivant dans la tendance mondiale de séparation des différentes activités : infrastructure, exploitation et services.
En mai 2010, Ixxi s'associe avec Ingenico pour la promotion de « solutions communes ».
En 2012-2013, Ixxi est partenaire de FlexCité pour proposer une « nouvelle centrale de mobilité », elle va notamment équiper le département d'Ille-et-Vilaine, remporté par appel d'offres,, et le département de l'Essonne
En 2018, la société change de nom: « Ixxi » devient « RATP Smart Systems ».
En novembre 2020, RATP Group a annoncé le rachat de Mappy et son intégration avec RATP Smart Systems.

### Identité visuelle

Logo d'Ixxi de 2010 à 2018.
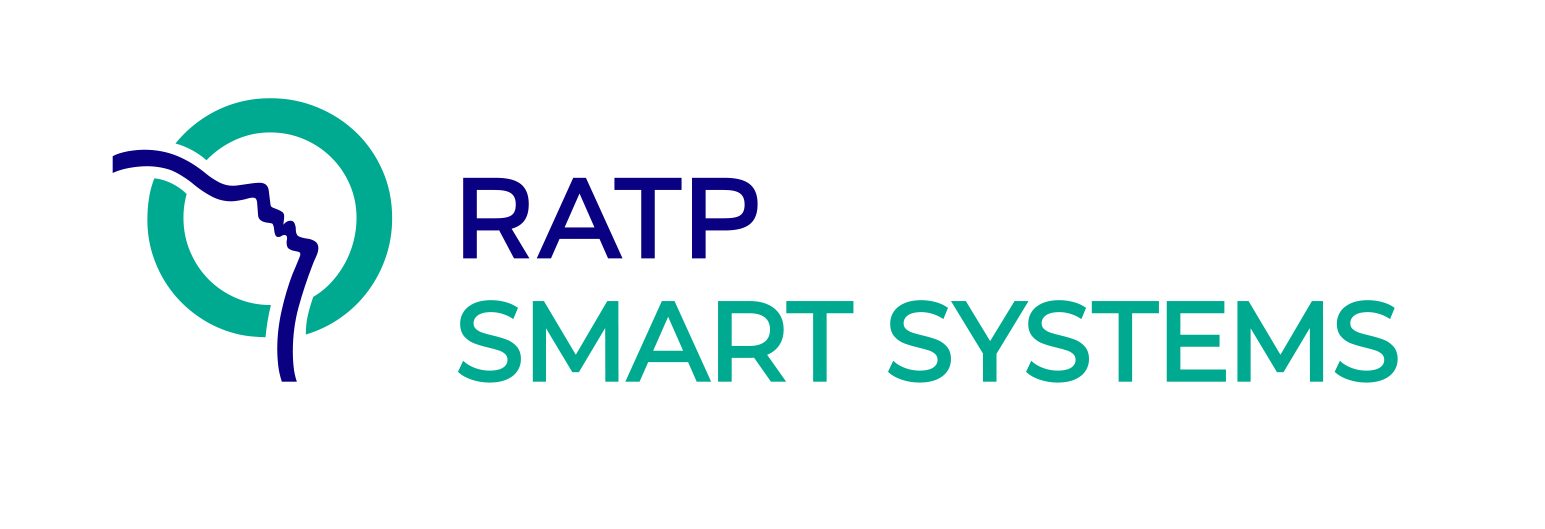
Logo de RATP Systems depuis 2018.

## Produits et services
L’offre de mobilité se compose du conseil, de l'information voyageurs, de la billettique et de l'exploitation.